# Симмельхак, Александер
Александер Иллум Симмельхак (дат. Alexander Illum Simmelhack; род. 11 ноября 2005, Роскилле, Дания) — датский футболист, нападающий молодёжной команды «Копенгагена» и сборной Дании до 18 лет. Выступает на правах аренды за «Милан» U19.

## Карьера
В 2021 году стал игроком молодёжной команды «Раннерс». За основную команду клуба дебютировал в Суперлиге Дании 21 февраля 2022 года в матче с «Виборгом». В июле того же года перешёл в «Копенгаген» свободным агентом. В августе 2023 года отправился в аренду в «Милан», где выступал за команду в молодёжном чемпионате. Дебютировал в Примавере 29 октября в матче с «Сампдорией» U19, отличился забитым мячом на 93-й минуте.

## Карьера в сборной
Выступал за национальные команды Дании до 17 и 18 лет.